# Underworld U.S.A.
Underworld U.S.A. is een Amerikaanse misdaadfilm uit 1961 onder regie van Samuel Fuller. De film werd destijds uitgebracht onder de titel De onderwereld van Amerika.

## Verhaal
De jonge Tolly Devlin ziet hoe zijn vader wordt gedood door criminelen. Jaren later sluit hij zich aan bij diezelfde boevenbende. Hij wil de moord op zijn vader wreken.

## Rolverdeling
| Acteur          | Personage       |
| --------------- | --------------- |
| Cliff Robertson | Tolly Devlin    |
| Dolores Dorn    | Cuddles         |
| Beatrice Kay    | Sandy           |
| Paul Dubov      | Gela            |
| Robert Emhardt  | Earl Connors    |
| Larry Gates     | John Driscoll   |
| Richard Rust    | Gus Cottahee    |
| Gerald Milton   | Gunther         |
| Allan Gruener   | Smith           |
| David Kent      | Tolly (14 jaar) |
| Tina Pine       | Vrouw           |
| Sally Mills     | Connie Fowler   |
| Robert P. Lieb  | Officier        |
| Neyle Morrow    | Barney          |
| Henry Norell    | Dr. Meredeth    |